# Trichomma nigricans
Trichomma nigricans là một loài tò vò trong họ Ichneumonidae.